# Idaea repagulata
Idaea repagulata är en fjärilsart som beskrevs av Louis Beethoven Prout 1913. Idaea repagulata ingår i släktet Idaea och familjen mätare. Inga underarter finns listade i Catalogue of Life.